# Travalje
En travalje er en åben spejlgattet arbejdsbåd, brugt på orlogsskibe i 1700-1800-t. Beregnet til at blive roet eller sejlet med sprydsejl eller luggersejl på løse master.